# Kornorientierung
Unter Kornorientierung von polykristallinen Werkstoffen versteht man die Bildung ausgeprägter kristallographischer Texturen oder Vorzugsrichtungen für die Orientierung der Kristallite, auch Körner genannt.
Dabei kann eine Ausrichtung so aussehen, dass alle Kristallite mit einer Kante oder mit einer Fläche des Kristallgitters nahezu parallel ausgerichtet sind, oder aber sich in ihrer gesamten Ausrichtung parallel stellen.
Da die Eigenschaften eines Kristalls in der Regel von der Richtung in Bezug auf das Kristallgitter abhängen, lassen sich durch Ausrichtung der Kristallite in der „besten“ Richtung (gemeint ist: am besten bezüglich der Werkstoffnutzung) bessere Werkstoffeigenschaften erzielen.